# Ctenotus arcanus
Ctenotus arcanus (таємничий гребневухий сцинк) — вид сцинкоподібних ящірок родини сцинкових (Scincidae). Ендемік Австралії.

## Поширення і екологія
Таємничі гребневухі сцинки мешкають на південному сході Квінсленда, від Маккая на південь до кордону з Новим Південним Уельсом. Вони живуть в евкаліптових лісах і рідколіссях та серед скель.